# Casco antiguo de Seo de Urgel

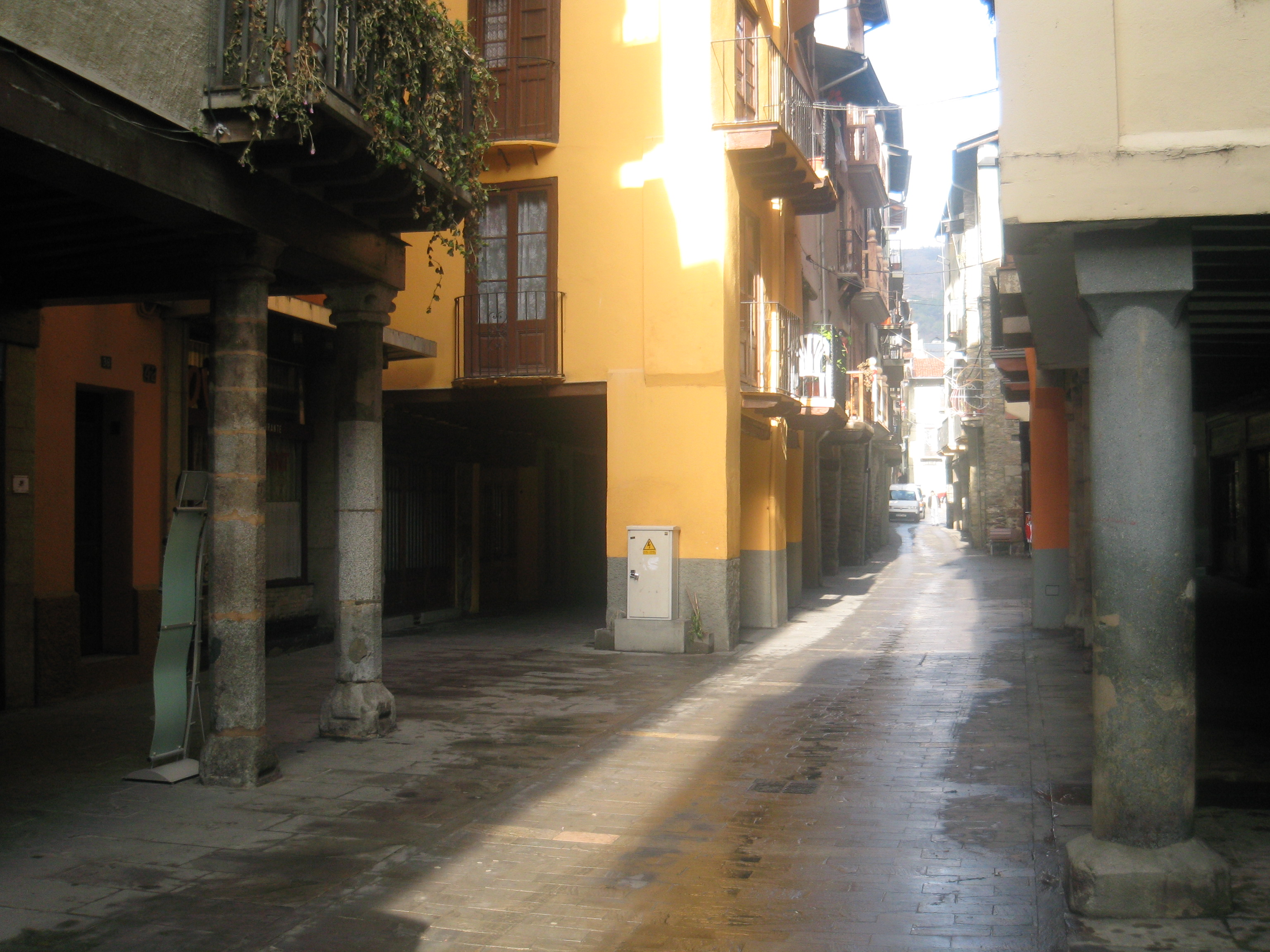
Calle de los Canónigos, en el centro histórico.

El casco antiguo o centro histórico de Seo de Urgel corresponde al perímetro de la antigua ciudad amurallada, es decir que se extiende entre la calle de San Odón y el camino de Sota Palau, que como dice su nombre, debajo del Palacio Episcopal. La ciudad se construyó encima de una terraza fluvial del río Segre, que antes de que se construyera la muralla, hacía la función de protección natural.
El núcleo nació como barrio eclesiástico de la ciudad vieja. En el nuevo barrio, llamado en latín vicus Sedes Urgelli, se construyó la Catedral de Urgel siendo el centro del nuevo barrio. A partir del 1200 comienza a amurallarse aprovechando las sólidas construcciones eclesiásticas.
La nueva villa, creció poco hacia levante ya que la terraza lo dificultaba. Nacieron la calle de los Canónigos, antiguamente de Santa María, la Calle Mayor, a partir de la plaza de la Villa, que se formó donde establecían contacto la villa vieja y la nueva.
La muralla fue construida la primera mitad del siglo XV, que perduró hasta el siglo XX. La muralla medieval tenía cuatro portales: el de Trasdors, de donde partía el camino de Castellciutat; el portal de Andorra, encima la calle de Capdevila; el portal de Cerdaña, entre un antiguo hospital y Santo Domingo; y el de Soldevila o llamado también del Obispo que llevaba hasta la palanca del Segre.
Cada portal era flanqueado por dos torres, además de otras que había, al menos doce. La muralla seguía el trazado del Segre y después seguía por el convento de Santo Domingo, la calle de les Eres, la calle de la Muralla, bajando hasta la calle de José de Calasanz y hasta el fin de la Calle Mayor.
Hasta el siglo XX la población estuvo dentro del recinto. Una vez en el suelo surgieron rabales en los caminos de salida, sobre todo dirección Castellciutat y en la palanca del Segre. Por esta razón se redactó un plan de ensanche en 1927, hecho por Joan Bergós. Desde el paseo de Joan Brudieu, construido en el momento de la destrucción de las murallas, hacia el Valira con eje central en la calle de San Ermengol, la plaza de Josep Zulueta, la calle de los Condes de Urgel y la calle del Duque de Urgel.
Cada año el primer fin de semana de agosto en la Calle Mayor tiene lugar la fiesta mayor de Nuestra Señora de la Leche, también llamada fiesta mayor de la Calle Mayor o del casco antiguo.

Mapa del municipio de Seo de Urgel. Al centro, se puede ver el casco antiguo.